# Karabin SR 88
Singapore Rifle 88 (SR 88) – singapurski karabin szturmowy produkowany przez firmę Chartered Industries of Singapure w latach 90. XX wieku.

## Historia konstrukcji
Firma Chartered Industries of Singapure produkowała w pierwszej połowie lat 80. doskonały karabin SAR-80. Jednak słaba sprzedaż tej broni spowodowała, że w drugiej połowie lat 80. postanowiono wprowadzić do produkcji nową konstrukcję. Zachowując większość mechanizmów karabinu SAR-80, wprowadzono wiele usprawnień mających polepszyć własności eksploatacyjne i ergonomię broni. Najbardziej widoczny był nowy kształt kolby i łoża, dzięki któremu poprawiła się ergonomia broni. Ułatwić obsługę miało też przeniesienie przycisku zwalniania magazynka z lewej na prawą stronę broni. Dodatkowo karabin SR 88 wyposażono w regulator gazowy i zaczep zatrzymujący zamek i suwadło w tylnym położeniu po opróżnieniu magazynka. Broń była produkowana w wersjach z kolbą składaną lub stałą, opracowano także karabinek z kolbą składaną (poszczególne odmiany nie miały odrębnych oznaczeń). SR 88 nie jest już produkowany.

## Opis konstrukcji
Karabin SR 88 jest indywidualną bronią samoczynno-samopowtarzalną. Zasada działania oparta na wykorzystaniu energii gazów prochowych odprowadzanych przez boczny otwór lufy. Tłok gazowy o krótkim ruchu przekazuje energię przez popychacz na suwadło. Ryglowanie przez obrót zamka w lewo (siedem rygli). Mechanizm spustowy kurkowy umożliwia strzelanie ogniem pojedynczym i seriami. Dźwignia przełącznika rodzaju ognia po lewej stronie broni. Zasilanie z dwurzędowych magazynków łukowych o pojemności 30 naboi (magazynki zamienne z magazynkami M16). Otwarte przyrządy celownicze składają się z muszki i celownika przeziernikowego. Broń jest wyposażona w nocne trytowe przyrządy celownicze. Kolba z tworzywa sztucznego, stała lub szkieletowa, składana na lewy bok komory zamkowej.